# Jirón de la Unión
El Jirón de la Unión es una calle del Damero de Pizarro en el centro histórico de Lima, capital del Perú. Durante muchos años, fue la vía más importante de la ciudad, caracterizada por ser la más "aristocrática" y en donde se reunían los más célebres habitantes de la ciudad. Posteriormente, con el deterioro del centro histórico de Lima, el Jirón de la Unión perdió su carácter aristocrático para asumir uno totalmente comercial tras la recuperación del sector. 
Desde el 2005, con el plan de revalorización del centro histórico de Lima, ha vuelto a ser una de las vías más comerciales del centro de Lima. En el 2013, fue elegida la sexta calle más cara de América Latina por Colliers International.

## Historia
El Jirón de la Unión fue tendido por el conquistador Francisco Pizarro cuando fundó la ciudad de Lima el 18 de enero de 1535. Es la vía que se encuentra al lado sur de la Plaza de Armas. Aunque no fue sino hasta el siglo XIX que le fue dado el nombre que ostenta.
En esta vía, el fundador de la ciudad dispuso la entrega de un lote para la ubicación del cabildo de Lima, en la misma ubicación que ocupa actualmente. De la misma manera, es una de las calles que circundan el Palacio de Gobierno.
En 1861, al adoptarse la nueva nomenclatura urbana, el jirón de la Unión pasó a ser un eje en torno al cual se organizaba el tramo urbano.Así, los jirones que cruzaban con el de la Unión, tenían un nombre en su recorrido hacia el este y otro nombre en su recorrido hasta el oeste.
Durante los primeros años de la república, el Jirón de la Unión acogió varios cafés y restaurantes, así como tiendas de mercaderías importadas y joyerías. Ello causó que la clase alta de la ciudad frecuentara esa vía. Hasta los años 1950 era toda una actividad el irse a jironear, para lo cual los limeños usaban sus mejores trajes. En los cafés del Jirón se encontraban los personajes más ilustres en el Perú a nivel cultural, político, artístico y social. Como reflejo de esa época, se le atribuye al escritor peruano Abraham Valdelomar la frase: "El Perú es Lima, Lima es el Jirón de la Unión, el Jirón de la Unión es el Palais Concert y el Palais Concert soy yo". Si bien esta frase refleja el peso que tenía el Jirón de la Unión dentro de la vida económica y cultural peruana, no existe una fuente determinante que señalara que Valdelomar dijera esa frase y, menos aún, que la concluyera de esa manera. Sin embargo, la misma ha pasado a formar parte de la tradición oral limeña referida al Jirón de la Unión.
A inicios de los años 80, las cuadras 3 a 9 del Jirón de la Unión se convirtieron en exclusivamente peatonales, implementando las típicas lozas blancas y negras que lo caracterizan actualmente. Desde mediados de esa década, el centro histórico de Lima sufrió un paulatino proceso de decadencia en el que la recesión económica y el aumento de la criminalidad ahuyentaron a las personas. Mientras que, al mismo tiempo, otros sectores de la ciudad, como  los distritos de Miraflores, San Isidro y San Miguel alcanzaron un mayor auge con sus propios centros comerciales. El Jirón se convirtió entonces en un emporio comercial con numerosas tiendas abandonadas y una gran cantidad de comercio ambulatorio. Durante la década siguiente, más precisamente desde 1995, el reordenamiento del centro histórico dispuesto por el alcalde Alberto Andrade Carmona permitió que el Jirón experimentara una reactivación en su economía.
Actualmente, el Jirón de la Unión ha vuelto a ser una vía eminentemente comercial, aunque perdió el carácter "aristocrático" que tuvo durante los primeros años de la república. El último cambio a que fue sometido fue la demolición de las bancas de concreto, que se habían colocado en los años 1980 al peatonalizar la vía, las mismas que con un diseño simple llevaban como único adorno losetas con los escudos de los distintos departamentos del Perú.

## Nombres antiguos de las cuadras del Jirón de la Unión
Desde la fundación de Lima y hasta el año 1862, las calles en Lima tenían un nombre por cada cuadra. Así, una misma vía constaba, en realidad, de varias calles. Es por ello que, antes de que la vía fuera llamada Jirón de la Unión, cada una de sus 11 cuadras tenía un nombre distinto.
- Cuadra 1: llamada Puente de Piedra por el puente que ahí se construyó y que unía Lima con el antiguo barrio de "bajo el puente" (actual distrito del Rímac).
- Cuadra 2: llamada Palacio por el Palacio de Gobierno que ahí se levanta.
- Cuadra 3: llamada Portal de Escribanos, ya que al estar en esa cuadra el edificio del Cabildo, también estaban las oficinas de los escribanos durante el Virreinato del Perú. Allí está hoy ubicado el Club de la Unión, frente a la Plaza Mayor.
- Cuadra 4: llamada Calle de Mercaderes por la gran cantidad de negocios que se abrieron en dicha calle.
- Cuadra 5: llamada Espaderos por los varios establecimientos de venta y fabricación de espadas y otras armas blancas que, desde el siglo XVII, existían en esa cuadra.
- Cuadra 6: La Merced por la Iglesia de La Merced que se levanta ahí.
- Cuadra 7: llamada Baquíjano. Hasta fines del siglo XVIII, esta calle se había llamado Gurmendi por encontrarse en ella la casa de Bernardo de Gurmendi, Caballero de Santiago, Gentilhombre de la Cámara del Rey y miembro del Tribunal del Consulado de Lima. Posteriormente en esta misma calle se levantó la casa de Juan Bautista de Baquíjano y Urigoen, natural de Vizcaya, España, que llegó al Perú hacia el año 1730.
- Cuadra 8: llamada Boza, por haberse encontrado en ella la casa de los Marqueses de Boza.
- Cuadra 9: llamada San Juan de Dios, por el Hospital e Iglesia de la Orden Juandediana ubicados en esa calle.
- Cuadra 10; llamada Belén. En 1613 esta calle fue llamada de Paula Piraldo, cuya casa ocupaba esa ubicación. En 1842, estos terrenos fueron vendidos a las monjas del Corazón de Jesús y María, quienes establecieron ahí el Colegio de Belén.
- Cuadra 11: llamada Juan Simón. Ocupaba lo que constituía el fin de la ciudad y el encuentro del Jirón con las murallas de Lima. Se llamó como Juan Simón por el nombre de un propietario, aunque no existe consenso respecto del apellido de la persona, señalándose que bien pudo ser Camacho o Cabezas.

## Recorrido
El Jirón de la Unión inicia su recorrido en el río Rímac. El Puente de Piedra, llamado también Puente Trujillo, ya que es la continuación de la calle Trujillo del distrito del Rímac, se considera parte del Jirón y es uno de los primeros y más importantes puentes que cruzan el río. La segunda cuadra se caracteriza porque a su lado occidental da la cara este del Palacio de Gobierno del Perú. Mientras tanto, en su lado oriental se halla el Pasaje de Correos del Correo de Lima, donde hay gran cantidad de postales y tarjetas. Al final de esta cuadra se encuentra el Parque de la Bandera, donde antiguamente se levantaba la estatua donada por España con la efigie de Francisco Pizarro. El alcalde Luis Castañeda Lossio dispuso la remoción de esa estatua y su traslado al parque de la muralla. En su lugar se construyó una fuente y un asta con la Bandera del Perú.
En la tercera cuadra están la Plaza Mayor de Lima y los palacios Municipal y de la Unión. En el lado oriental de esta cuadra destaca el Pasaje Santa Rosa, que divide ambos palacios y en que alberga varios restaurantes y un museo. En la cuarta cuadra se inicia la vía peatonal exclusiva, resaltando las tiendas de venta de ropa y zapatos. En la quinta cuadra se encuentra la tienda por departamentos Saga Falabella.
En la sexta cuadra se halla la Iglesia y Convento de La Merced y al frente de esa iglesia la pequeña Plazoleta de La Merced, donde en 1821, durante su recorrido por la ciudad, el general José de San Martín volvió a proclamar la independencia del Perú como lo recuerda una placa de bronce expuesta ahí. En esa plazoleta se ubica un monumento al presidente Ramón Castilla y una placa que rememora la marcha que el 1 de junio de 1956 realizara Fernando Belaúnde Terry como protesta ante la acción del Jurado Nacional de Elecciones que no accedía a inscribir su candidatura a escasos 16 días de las elecciones. Completa el cuadro la sede del Interbank de la que resalta su arquitectura republicana. En esta cuadra también destaca el segundo local de la tienda por departamentos Saga Falabella (ropa deportiva y electrodomésticos), donde antes funcionase Monterrey. También hay un local de McDonald's y un local de Plaza Vea.
Luego del cruce con la avenida Emancipación, la séptima cuadra acoge el local donde se ubicaba el Palais Concert y actualmente la tienda por departamentos Ripley. A partir de esta cuadra abundan los casinos de tragamonedas y las pollerías. En la novena cuadra se encuentra el local de cines Cineplanet, así como los locales comerciales de las galerías Vía Veneto y Boza, que fueron en su época las más elegantes de la ciudad. En las Galerías Boza se ubicaron, en los años 1960, las primeras escaleras mecánicas del Perú. En esta cuadra empiezan a aparecer centros de tatuaje y piercings. Anteriormente, se encontraba el local del periódico La Prensa que fue cerrada en los años 1980. En las Galerías Vía Veneto funciona un local de la cadena peruana Bembos, la cual hasta 2012 tenía un local en la Plaza Mayor pero fue reemplazado por una tienda de zapatos.
La cuadra nueve bordea el lado occidental de la Plaza San Martín y acoge al Gran Hotel Bolívar, el Edificio Giacoletti y el Club Nacional. En la esquina noroccidental de esa plaza, en la intersección con el jirón Ocoña, se encuentra la mayor concentración de Casas de cambio y establecimientos informales de compra-venta de divisas extranjeras, así como numerosos cambistas.
Las cuadras 10 y 11 son las menos activas de toda la vía, aumentando la cantidad de agencias de viaje y restaurantes. La cuadra 10 comienza en la Avenida Colmena, frente al cuadrante suroeste de la Plaza San Martín, donde antiguamente se encontraba la Plazoleta de Micheo. Allí está el Teatro Colón, en la actualidad declarado patrimonio histórico.
En la última esquina del Jirón de la Unión se destaca el Edificio Rímac, hito que marca tanto el inicio de la avenida Roosevelt al este como la avenida Bolivia al oeste, dando lugar al Paseo de la República y el Paseo de los Héroes Navales.

## Galería

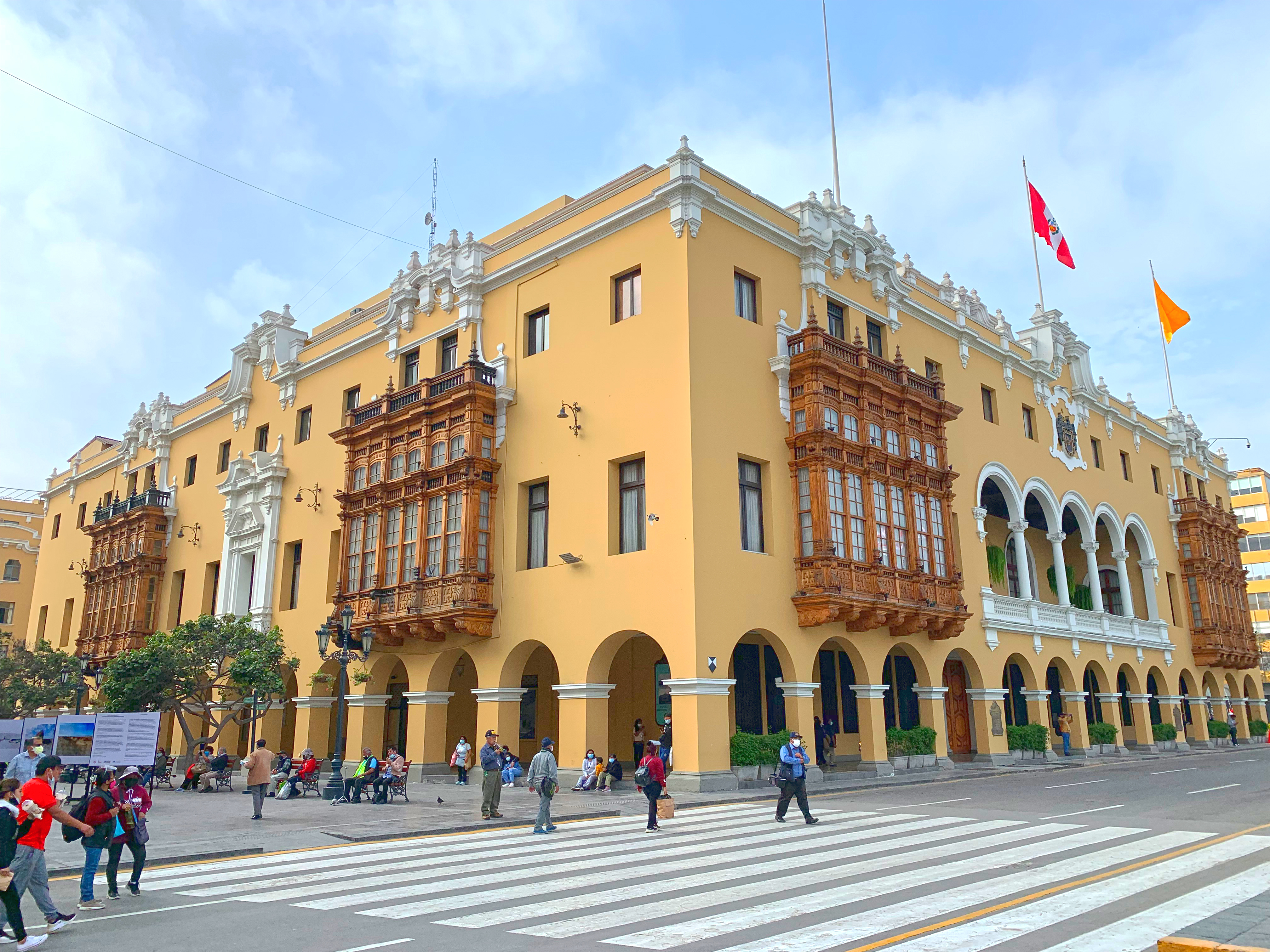
Palacio Municipal (cuadra 3)
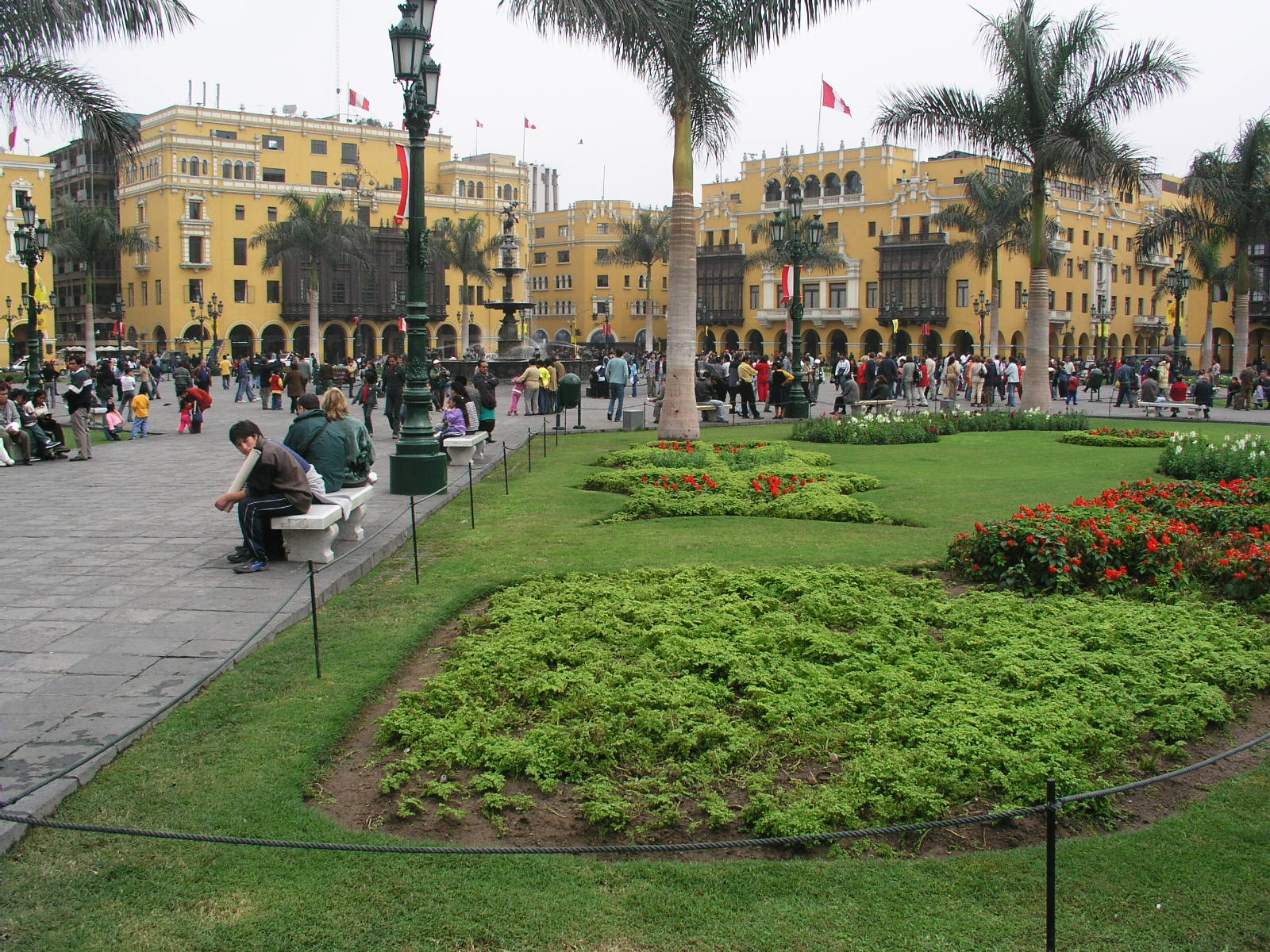
Plaza Mayor de Lima
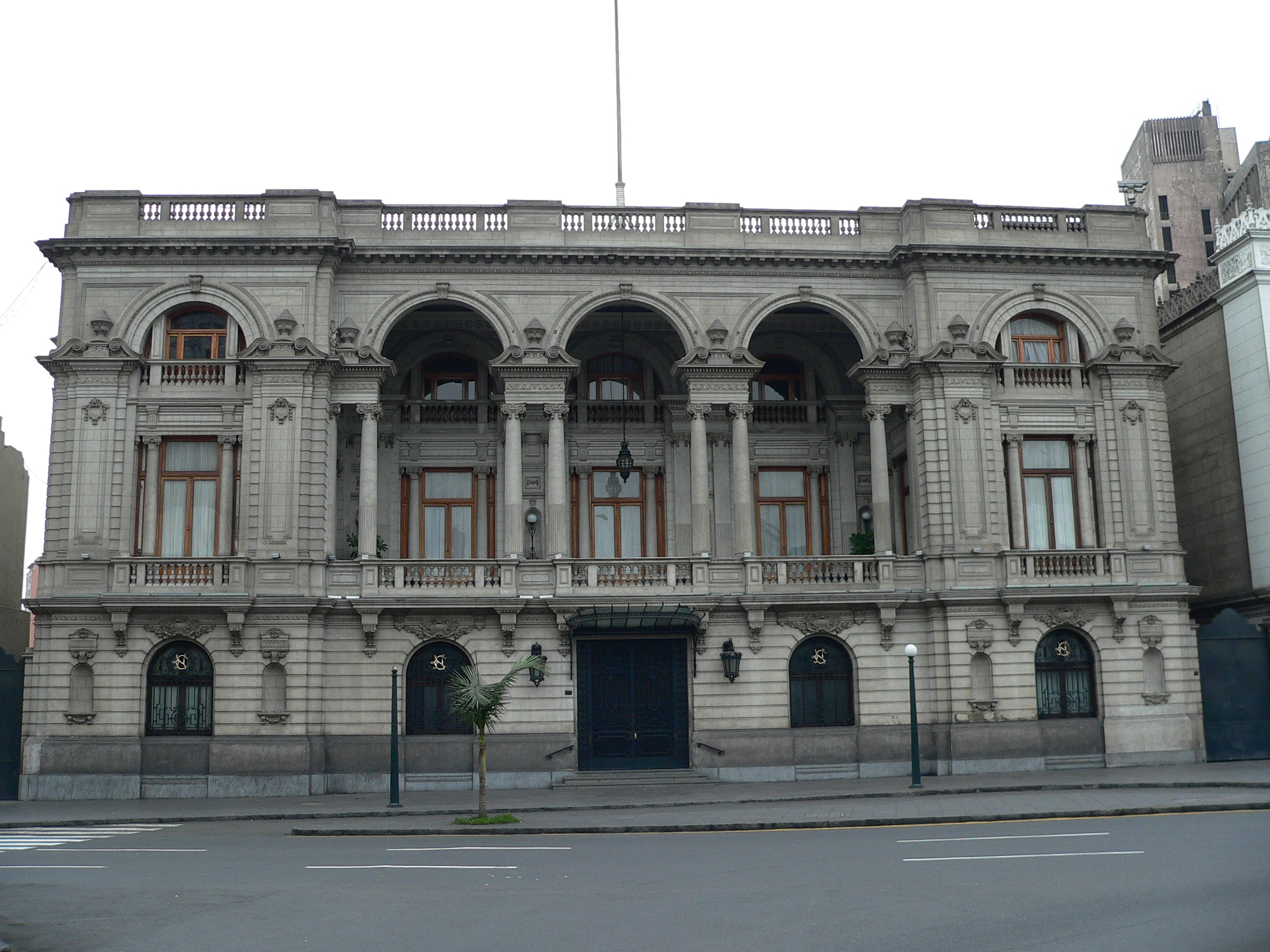
Club Nacional
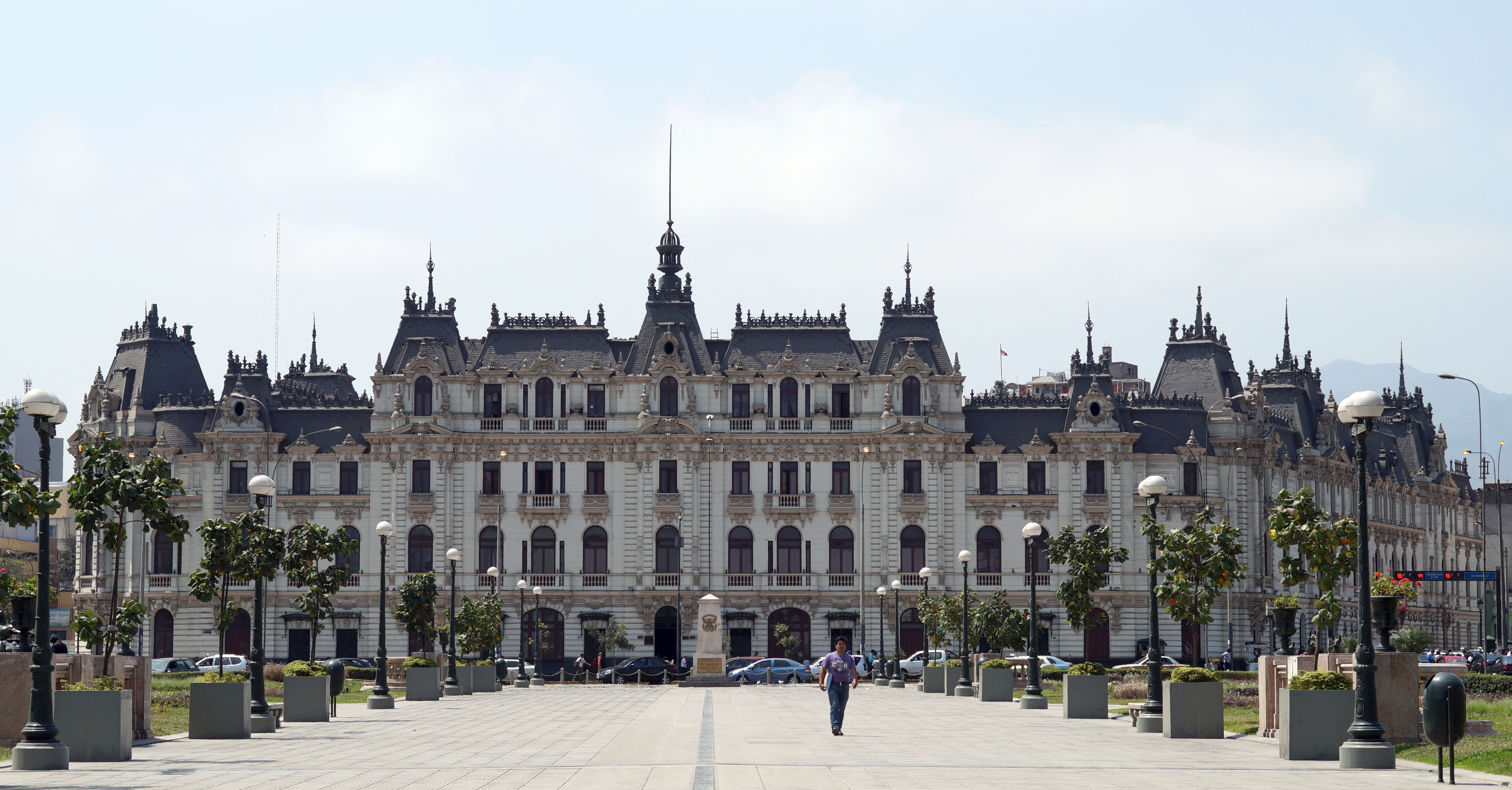
Casa Roosevelt
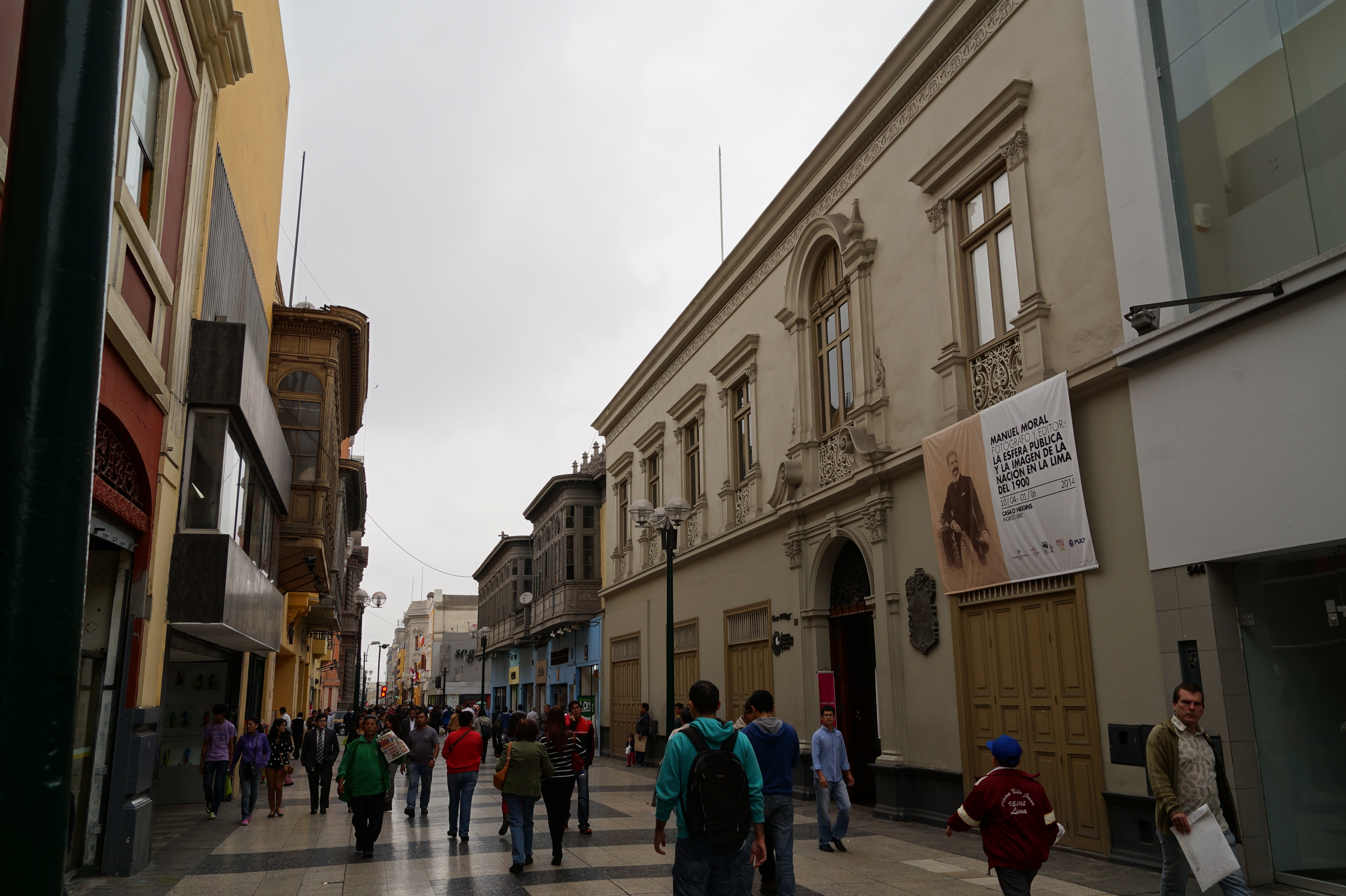
Casa O'Higgins (cuadra 5)